# Операция „Следжхамър“
Операция „Следжхамър“ е съюзнически план от Втората световна война за прекосяване на Ла Манша и нахлуване в Европа, като първа стъпка за намаляване на натиска върху Червената армия чрез създаване на втори фронт. Изпълнението му е насрочено за 1942 г. като алтернатива на операцията „Раундъп“, първоначалния план на съюзниците за нахлуване в Европа през 1943 г. Целта е да се завземат френските атлантически пристанища на Брест или Шербур и части от Котантен в началото на есента на 1942 г. и натрупване на войски за осъществяване на пробив през пролетта на 1943 г.
Планът на операцията е подкрепен от Съединените щати и Съветския съюз, но е отхвърлена от британците, които смятат, че нападението на Франция е преждевременно и следователно непрактично. Това схващане е подсилено от провала на десанта при Диеп през август 1942 г. В резултат на това Следжхамър не се осъществява и е прието британското предложение за нахлуване във френска Северна Африка през ноември 1942 г. под кодовото име операция „Факел“.

## Обстановка, предхождаща операцията
След включването на САЩ във Втората световна война обединеното командване на щабовете на армията настоява за нахлуване в континентална Европа в началото на 1942 г. Британците смятат, че други места имат по-висок приоритет, времето не е подходящо, няма достатъчно войници и десантни кораби. Техните планове включват бойни действия в Северна Африка, което ще позволи на американските войски да натрупат опит в по-малко рисков театър на бойни действия и постепенно изграждане на съюзническите армии, преди да се изправят директно срещу Германия.
На 8 април генерал Джордж Маршал и Хари Хопкинс пристигат във Великобритания, за да представят два американски плана за десант в окупирана Франция, операция „Раундъп“ и „Следжхамър“.

### Операция „Раундъп“
Раундъп включва 48 съюзнически дивизии, 18 от които британски и трябва да бъде извършена преди април 1943 г.

### Операция „Следжхамър“
Следжхамър е план за завземане на френските пристанища на Брест или Шербур в ранната есен на 1942 г. в случай че Германия или Съветският съюз са на ръба на колапса. Той трябва да бъде извършен главно от британски войски, тъй като американците могат да осигурят само две или три обучени дивизии навреме. След овладяване на Шербур и райони от полуостров Котантен, плацдармът трябва да се удържи през зимата на 1942 и 1943 г., докато се натрупат достатъчно войски за осъществяване на пробив през пролетта на 1943 г.
Елементите, необходими за подобна операция като превъзходство във въздуха, оборудване за мащабен десант, достатъчно сили и адекватно обезпечаване липсват. Въпреки това, обединеното командване на щабовете на армията на САЩ смята, че Следжхамър може да се осъществи.
За изпълнението на операцията британците могат да осигурят само шест дивизии, докато германците разполагат с 25 – 30 дивизии в Западна Европа. Дори плацдармът да бъде създаден успешно той ще е изолиран и атакуван по суша, море и въздух. Шербур, най-подходящо пристанище вероятно е минирано, а германските самолети и артилерия ще атакуват града до пристигане на германските бронетанкови сили.
Натискът за провеждане на Следжхамър допълнително се увеличава, когато съветският министър на външните работи Вячеслав Молотов пристига във Великобритания, за да настоява за отваряне на втори фронт. След като се опитва и не успява да убеди Чърчил, Молотов пътува до Вашингтон, където се радва на по-топъл прием и получава повече подкрепа. Той се завръща в Лондон убеден, че отварянето на втори фронт през 1942 г. е действителна част от англо-американските планове.

### Британско предложение
Чърчил настоява за десант в Северна Африка през 1942 година. Началникът на генералния щаб Джордж Маршал предлага на Рузвелт САЩ да се откажат от стратегията за директно настъпление към Германия и да предприемат такова в Тихия океан. Американският президент не одобрява предложението посочвайки, че то няма да помогне на Съветския съюз. В резултат през юли 1942 г. е взето решение за извършване на операция „Факел“, нахлуване във френска Северна Африка.